# Islands regioner
Islands regioner anvendes hovedsageligt af statistiske årsager. Selv landets postnumre følger regionerne med enkelte undtagelser. Før 2003 anvendtes regionerne også som valgkredse.

## Regionfakta (2010)
| ISO 3166-2 Region | Landsvæði                      | Dansk navn       | Hovedstad    | Befolkning | Areal i km² | Befolk- ning/km² |
| ----------------- | ------------------------------ | ---------------- | ------------ | ---------- | ----------- | ---------------- |
| IS-1              | Höfuðborgarsvæðið              | Hovedstadsregion | Reykjavik    | 200.907    | 1.062       | 189.24           |
| IS-2              | Suðurnes (tidligere Reykjanes) | Sydlige halvø    | Keflavík     | 21.359     | 829         | 25.76            |
| IS-3              | Vesturland                     | Vestre           | Borgarnes    | 15.370     | 9.554       | 1.61             |
| IS-4              | Vestfirðir                     | Vestfjordene     | Ísafjörður   | 7.362      | 9.409       | 0.78             |
| IS-5              | Norðurland vestra              | Nordvest         | Sauðárkrókur | 7.394      | 12.737      | 0.58             |
| IS-6              | Norðurland eystra              | Nordøst          | Akureyri     | 28.900     | 21.968      | 1.32             |
| IS-7              | Austurland                     | Øst              | Egilsstaðir  | 12.459     | 22.721      | 0.55             |
| IS-8              | Suðurland                      | Syd              | Selfoss      | 23.879     | 24.526      | 0.97             |
| IS.               | Totalt                         | Island           | Reykjavik    | 317.630    | 102.928     | 3.09             |

## Tidligere inddeling
Tidligere deltes landet i fire dele (Fjerdinger). Disse var 
- Vestfirðingafjórðungur (Vestfjord fjerding), omfattede Vestfjordene og meget af den vestlige region
- Norðlendingafjórðungur (Nordre fjerding), svarer til nutidens nordøstlige og nordvestlige regioner
- Austfirðingafjórðungur (Østfjord fjerding), som stort set svarer til nutidens østlige region
- Sunnlendingafjórðungur (Syd fjerding), bestod af den sydvestlige del af landet, herunder sydvestre halvø og storbyområdet